# Lars Trier Mogensen
Lars Trier Mogensen (født 10. marts 1975 i Nuuk) er en dansk politisk kommentator, redaktør, debattør og forfatter.
Han er radiovært på det ugentlige DR P1-program Guld og grønne skove, skriver fast politiske analyser på Dagbladet Information, og er medvært på den politiske podcast Borgen Uden Filter sammen med Henrik Qvortrup. Desuden medvirker han i Besserwisserne på TV 2 News.

## Biografi
Lars Trier Mogensen er kandidat i statskundskab fra Københavns Universitet i 2003 og har været tilknyttet Roskilde Universitet som ekstern underviser. Han medvirker løbende i den offentlige debat som politisk kommentator, bl.a. i Besserwisserne på TV2 News.
Han er tidligere vært på det politiske debatprogram Det Røde Felt på Radio24syv, chefredaktør på Føljeton, vært på det politiske tv-talkshow Borgen Late Night sammen med  Henrik Qvortrup og fast paneldeltager i DR2-programmet Jersild minus spin. 
Tidligere var han redaktør af lederkollegiet på Politiken, hvor han også har været analyseredaktør. Han har desuden været opinionsredaktør på Dagen og inden da politisk journalist og udlandsredaktør på Information.
I 1993 stiftede han tegneserieforlaget Cosmos Comics, som bl.a. udgav seks numre af Achtung med bidrag fra tegnere som Claus Deleuran og Peter Madsen. Sammen med bl.a. Oliver Stilling var Lars Trier Mogensen i 2015 med til at stifte det mobile nyhedsmagasin Føljeton, hvor han også fungerer som skribent.
Lars Trier Mogensen har skrevet en række bøger, senest Lev Med Det (People’s Press, 2023) om statsminister Mette Frederiksens første dramatiske regeringsperiode, forinden udgav han den journalistiske insider-fortælling For Enhver Pris (People's Press, 2018) om statsminister Lars Løkke Rasmussens regeringsperiode fra 2015 og frem. Tidligere har han skrevet den politiske portrætbog Den Store Joker (Gyldendal, 2016) om byggematadoren og realitystjernen Donald J. Trump, som i 2016 blev valgt som USA's nye præsident efter en spektakulær valgkamp. Lars Trier Mogensen har også skrevet Martin Luther Burger King (Politikens Forlag, 2008) sammen med sin kone, forfatter Sara Trier. Bogen bygger på deres fælles Politiken-blog, Kampagnesporet, og skildrer en børnefamilies rejse gennem primærvalgene i den amerikanske præsidentvalgkamp, hvor Barack Obama endte med at blive valgt.
I øvrigt tilskrives Lars Trier Mogensen i 2023 at være ophavsmand til partiet Moderaternes øgenavn "Klovnebussen". 
Han sidder i bestyrelsen for Kofoeds Skole.